# الارد
الارد یا آلارد، شهری از توابع بخش مرکزی شهرستان رباط‌کریم در استان تهران ایران است. این شهر با ترکیب سه شهرک الارد، پرندک و کیکاور تشکیل و در ۲ کیلومتری شهر رباط کریم به سمت شهریار قرار دارد. تپه الارد و تپه پرندک که به‌طور تقریبی پنج هزار سال قدمت دارند در این شهر قرار دارد. در گذشته یکی از شاخه‌های رودخانه کرج از کنار این شهر گذر می‌کرده که نشانه‌های آن هنوز موجود است.

## تاریخ
طبق گفته پژوهشگران این شهر بر روی یک منطقه باستانی بنا شده، در سال ۱۴۰۱ پژوهشگران موفق به کشف یک ساختمان باستانی در تپه‌پرندک این شهر شدند. ساکنین اولیه این شهر مردمانی از طایفه‌ی‌اردلان کردستان و مردمانی از ایل‌بهارلو هستند. امروزه با مهاجرت دیگر مردمان از زنجان، کرمانشاه و لرستان بافت جمعیتی این شهر دگرگون شده و تعداد کمی از افراد بومی جمعیت این شهر را تشکیل می‌دهند.

## جمعیت
این شهرک در شهرستان رباط کریم قرار دارد و براساس سرشماری مرکز آمار ایران در سال ۱۳۹۰، جمعیت آن ۱۸٫۹۰۰ نفر (۸٬۵۸۷خانوار) بوده است.